# Hypsilurus bruijnii
Espèce
Synonymes
- Gonyocephalus bruijnii Peters & Doria, 1878

Statut de conservation UICN

 DD  : Données insuffisantes
Hypsilurus bruijnii est une espèce de sauriens de la famille des Agamidae.

## Répartition
Cette espèce est endémique de Nouvelle-Guinée occidentale en Indonésie.

## Étymologie
Cette espèce est nommée en l'honneur d'Anton August Bruijn.

## Publication originale
- Peters & Doria, 1878 : Catalogo dei retilli e dei batraci raccolti da O. Beccari, L. M. D'Alberts e A. A. Bruijn. nella sotto-regione Austro-Malese. Annali del Museo Civico de Storia Naturale di Genova, sér. 1, vol. 13, p. 323-450 (texte intégral)